# کونوویتسه (ناحیه اوهرسکه هرادیشتی)
کونوویتسه (به چکی: Kunovice) یک منطقهٔ مسکونی و شهرستان دارای شهرک سابقاً روستا در جمهوری چک است که در ناحیه اوهرسکه هرادیشتی واقع شده‌است. کونوویتسه ۵٬۳۵۲ نفر جمعیت دارد.